# Octacnemus zarcoi
Octacnemus zarcoi is een zakpijpensoort uit de familie van de Octacnemidae. De wetenschappelijke naam van de soort werd in 1984 voor het eerst geldig gepubliceerd door Claude en Françoise Monniot.